# Victor Carlson (folkskollärare)
Victor Theodor (Th.) Carlson, född den 8 april 1847 i Vallstena, Gotlands län, död den 17 december 1932 i Gothem, Gotlands län, var en svensk folkskollärare, föreningsman och poststationsföreståndare.

## Biografi
Carlson var född i Vallstena men kom redan mycket tidigt till Gothem, där fadern blivit lärare i den då nyinrättade folkskolan. Han genomgick i ungdomen länets nyinrättade lantbruksskola samt drogs därefter till faderns bana och genomgick Härnösands folkskoleseminarium. Efter avslutad kurs där erhöll han vid faderns avgång år 1875 den ledigblivna tjänsten som folkskollärare i Gothem, först som vikarie och sedan som ordinarie. På denna plats utövade han sedan i 46 år sitt kall, tills han - efter ett par års tjänstgöring som vikarie - år 1921 efterträddes av sin son Rudolf Carlson. Därmed hade folkskollärartjänsten i Gothem innehafts av far och son i tre generationer under de då senaste 85 åren. Praktiskt taget alla sockenbor mellan ungefär 25 och 65 år hade gått i skola för Carlson.
Livligt intresserad för lärarnas organisatoriska frågor var Carlson tidigt en verksam deltagare i de så kallade tredingsmötena och sedan Sveriges allmänna folkskollärarförening (SAF) bildats var han en av dem som 1881 bildade Torsburgskretsen av SAF, i vilken han också under många år beklädde ordförandeposten. Han deltog även livligt i sin bygds och i länets allmänna angelägenheter och nedlade på olika områden mycket nitiskt och samvetsgrant arbete. Så till exempel var han med om att 1892 bilda Lina tings kreatursförsäkringsförening, vars ordförande han var från starten ända till 1931. Föreningen lades ned 2006, efter 113 år. Carlson var på sin tid även ledamot av länets prövningsnämnd. Poststationen i Gothem skötte han i 35 år, och vid sin död var han den äldste poststationsföreståndaren i landet.
Han var far till Viktor (barnavårdsinspektör i Stockholm), Henric (kyrkoherde i Sanda församling), Rudolf (lärare i Gothem), Simon (lärare vid Hästnäs) och Harald (lärare i Lysekil) samt dottern Anne-Louise (föreståndarinna vid Hammenhögs lanthushållsskola). Carlson avled 1932 och är begraven på Gothems kyrogård.